# Aeroporto di Francoforte sul Meno
L'aeroporto di Francoforte sul Meno (IATA: FRA, ICAO: EDDF), in tedesco Flughafen Frankfurt am Main, è il più grande aeroporto intercontinentale della Germania (48 918 482 passeggeri nel 2022 e 2,23 milioni di tonnellate di merci), sesto in Europa e undicesimo nel mondo per numero di passeggeri. Con più di 330 destinazioni servite in 5 continenti, è l'aeroporto con più connessioni dirette al mondo. Aperto l'8 luglio 1936, serve la città e l'area metropolitana di Francoforte e vista la sua posizione centrale nel continente, funge da importante scalo per tutto il resto d'Europa.
È il più importante aeroporto europeo per traffico merci (3 986 453 tonnellate di merci nel 2013) e hub principale di Lufthansa nonché, inoltre, l'aeroporto col maggior movimento aereo d'Europa.

## Ubicazione
L'aeroporto è situato in Assia, 12 km dal centro di Francoforte e anche molto vicino alle città di Darmstadt, Magonza, Offenbach e Wiesbaden. L'aeroporto civile più vicino è quello di Mannheim, situato 60 km a sud. Importante per il traffico low cost è l'aeroporto di Hahn, spesso chiamato anche Frankfurt-Hahn, a 120 km di distanza in direzione ovest nel Land Renania-Palatinato.

## Trasporto

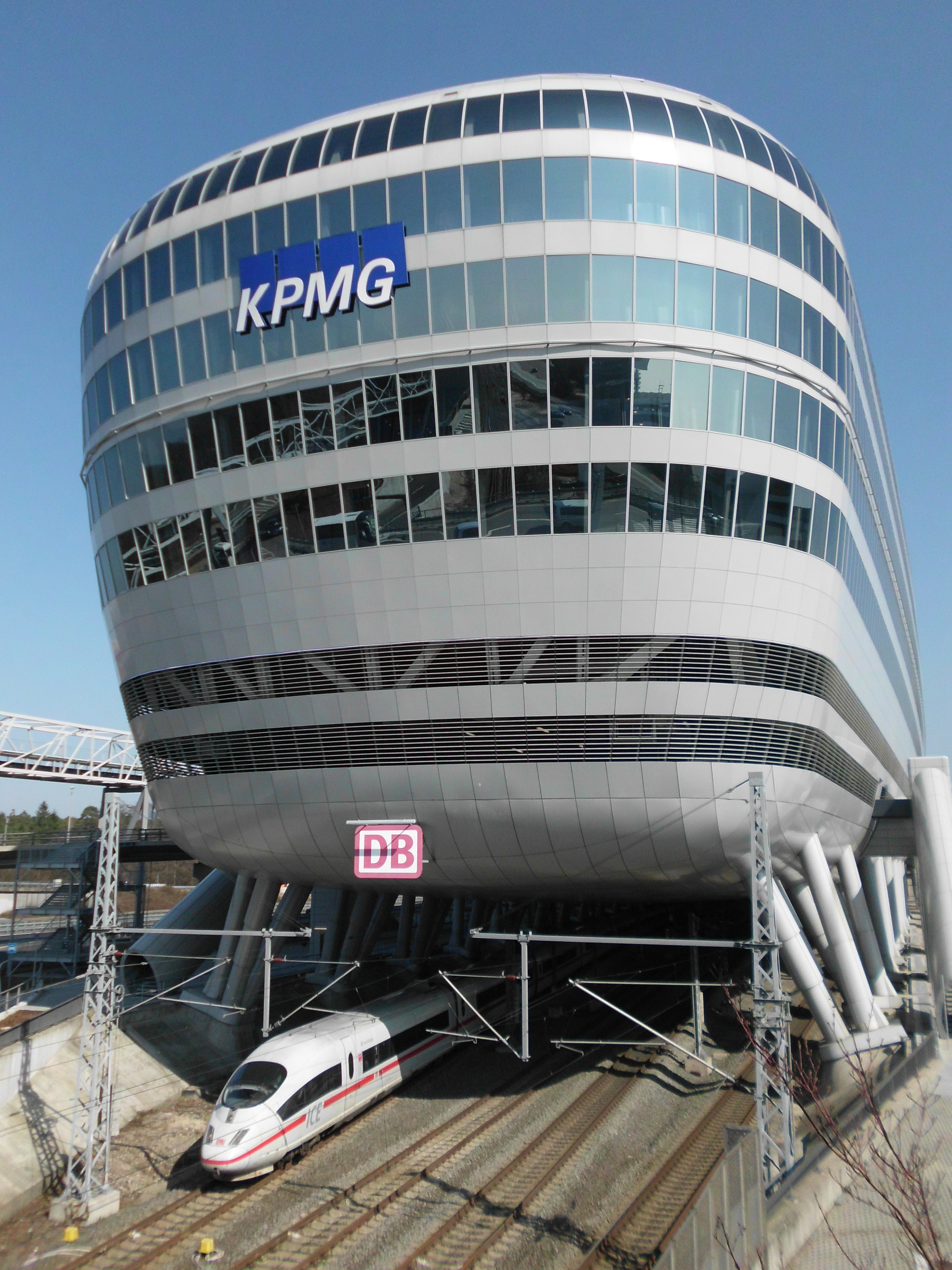
La stazione per i treni a lunga percorrenza con gli ICE 3 in partenza

L'aeroporto dispone di due stazioni ferroviarie: una per il traffico regionale (stazione di Francoforte sul Meno Aeroporto Regionale) e una per i treni a lunga percorrenza (stazione di Francoforte sul Meno Aeroporto Lunga Percorrenza). La stazione regionale è servita da due linee della rete ferroviaria suburbana, la S8 e la S9, che collegano l'aeroporto al centro di Francoforte e alle città di Wiesbaden, Magonza, Hanau, Raunheim, Rüsselsheim e altri centri minori. La stazione per i treni a lunga percorrenza invece è servita dai treni ad alta velocità ICE per le maggiori città tedesche.
Per quanto riguarda il trasporto su gomma, l'aeroporto di Francoforte è raggiunto dai bus 58 e 61 del trasporto pubblico, nonché da vari bus regionali privati.
Per il collegamento tra i due terminal, l'aeroporto ha anche una piccola linea ferroviaria leggera a guida automatica, chiamata SkyLine.

## Terminal
L'aeroporto di Francoforte ha attualmente attivi due grandi terminal (Terminal 1 e Terminal 2). Il terzo terminal è in costruzione fino al 2026 a sud dell'aeroporto ed andrà a sostituire il Terminal 2 per lavori di ristrutturazione.

### Terminal 1
Il Terminal 1 è il più antico e grande dell'aeroporto, con una capacità di circa 40 milioni di passeggeri all'anno, ed è diviso in quattro aree passeggeri (A, B, C e Z). Gestisce tutti i voli operati dal Gruppo Lufthansa (Lufthansa, Swiss, Austrian, Brussels Airlines e ITA Airways) dalle compagnie aeree di Star Alliance (tra cui Aegean, Air Canada, Air China, All Nippon Airways, Egypt Air, Singapore Airlines, South African Airways, Thai Airways, Turkish Airlines e United Airlines). Anche alcune compagnie fuori dall'alleanza di Star Alliance vengono gestite al T1, tra cui Qatar Airways e LATAM Airlines.
Nel 1972 è entrato in funzione il sistema di smistamento bagagli completamente automatico che ancora oggi è considerato il migliore al mondo in termini di capacità di bagagli gestiti, lunghezza delle linee e affidibalità. Essendo Francoforte un aeroporto con un livello di passeggeri in transito superiore alla media, un sistema di smistamento bagagli efficiente è fondamentale. Il sistema BHS dell'aeroporto gestisce circa 18.000 bagagli all'ora con una velocità di cinque metri al secondo.

### Terminal 2
Il Terminal 2, con le aree passeggeri D ed E, ospita la maggior parte della compagnie aeree dell'alleanza Oneworld (tra cui American Airlines, British Airways, Cathay Pacific, Iberia, Japan Airlines e Royal Jordanian) e dell'alleanza SkyTeam (tra cui Air France, China Southern Airlines, Delta Air Lines, KLM, Vietnam Airlines). Ospita inoltre compagnie aeree non alleate come Emirates, Etihad Airways e Air Namibia. 
Ha una capacità di circa 15 milioni di passeggeri all'anno e rimane un edificio più moderno e luminoso rispetto al Terminal 1.

### Terminal 3 (in costruzione)
Nel 2009 il governo tedesco ha deciso di costruire un terzo terminal per l'aeroporto di Francoforte, aumentando di circa 25 milioni di passeggeri la capacità totale. Il nuovo terminal avrà 75 parcheggi per aeromobili dotati di manicotti d'imbarco e verrà collegato con i Terminal 1 e 2.
Il nuovo Terminal 3 andrà a gestire tutte le low-cost dello scalo e a sostituire il Terminal 2 dal 2026, gestendo le compagnie delle alleanze SkyTeam e OneWorld.